# Atac a Fanning
L'atac a Fanning va ser una acció de la Primera Guerra Mundial que va suposar un reeixit atac alemany a l'estació d'enllaç de telègraf de l'illa Fanning.
El vicealmirall Maximilian von Spee va enviar el creuer lleuger SMS Nürnberg juntament amb el collier Titania per atacar l'estació el 7 de setembre de 1914, mentre que la seva Esquadra d'Àsia Oriental travessava l'Oceà Pacífic en direcció cap a Amèrica del Sud.

## Antecedents

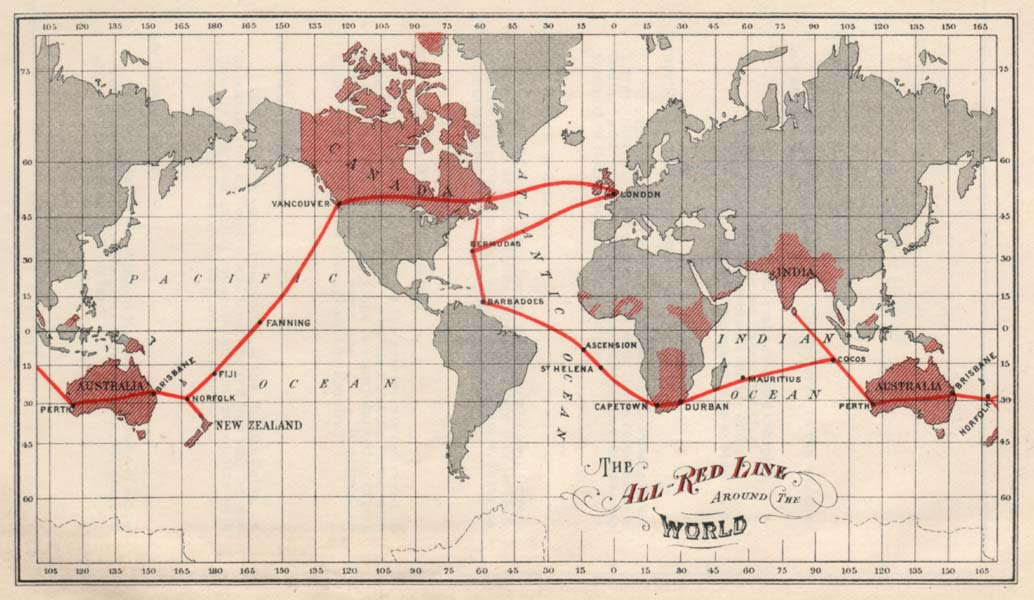
Mapa de l'All Red Line, 1902

L'illa Fanning va ser annexada per la Gran Bretanya en 1888. L'empresa britànica de comunicacions, Cable and Wireless, va construir a l'illa una estació d'enllaç pel telègraf de cable submarí del Pacífic central. L'estació era una part de l'All Red Line, i connectava Austràlia, Nova Zelanda i el Canadà amb Gran Bretanya.
A l'inici de la Primera Guerra Mundial, a l'agost de 1914, l'Esquadra d'Àsia Oriental, comandada pel vicealmirall Maximilian von Spee, va salpar de la seva base a Tsingtao (Qingdao). Spee va intentar portar els seus vaixells cap a Amèrica del Sud, on podria atacar fàcilment als vaixells mercants britànics.
El 6 de setembre, mentre travessava el Pacífic, Spee va separar de l'esquadra el creuer lleuger SMS Nürnberg i el collie Titania per investigar la instal·lació britànica a Fanning i destruir-la.

## L'atac
Al matí del 7 de setembre de 1914, el creuer alemany SMS Nürnberg es va acostar a Fanning amb una bandera francesa. En adonar-se de la bandera francesa, el personal de l'illa va hissar la bandera britànica al pal de la bandera. Quan els britànics es van adonar de l'engany, els mariners alemanys ja havien desembarcat a l'illa. Poc abans de ser detinguts, els operadors van aconseguir enviar un avís a Suva: «És el Nürnberg, estan disparant».
Els alemanys van danyar greument l'estació de telègraf, inutilitzant-la i tallant els cables de comunicacions submarins de l'illa. També van trencar peces i instruments de recanvi. El motor va ser destruït completament amb l'ús d'armes petites i explosius. Es va confiscar la documentació, així com un arsenal de fusells i municions. També van tallar el pal de la bandera. El dany material va ser de 2000£.
La comunicació es va restablir en dues setmanes.